# Bodoc (gmina)
Bodoc – gmina w Rumunii, w okręgu Covasna. Obejmuje miejscowości Bodoc, Olteni i Zălan. W 2011 roku liczyła 2553 mieszkańców.